# Gracht (Oirsbeek)
Gracht (Limburgs: De Grach) is een voormalige buurtschap in het zuiden van de Nederlandse provincie Limburg en was een van de vijf oorspronkelijke kernen van de voormalige gemeente Oirsbeek (thans gemeente Beekdaelen). Gracht ligt in het Kakkertdal aan de voet van de Beukenberg, Duivelsberg en Schatsberg, ongeveer een halve kilometer ten westen van de oude dorpskern van Oirsbeek. In de jaren zestig en zeventig van de twintigste eeuw is de buurtschap aan de dorpskern vastgegroeid en sindsdien wordt ze niet meer als een aparte kern gezien maar als woonbuurt van Oirsbeek.
Gracht was een lintdorp gesitueerd langs de huidige straten Beukenberg en Schatsberg, op de rechteroever van het vroegere riviertje de Oirsbeek. Ook enkele verspreide huizen en boerderijen langs de huidige Hagendoornweg en Krekelbergerweg werden tot de buurtschap gerekend. De Grachtstraat was de straat die vanuit Oirsbeek naar Gracht leidde. Een aantal historische panden waaronder twee carréboerderijen is tot op heden bewaard gebleven. Bij de volkstelling in 1840 bestond Gracht uit 29 huizen met 168 inwoners.

## Fotogalerij

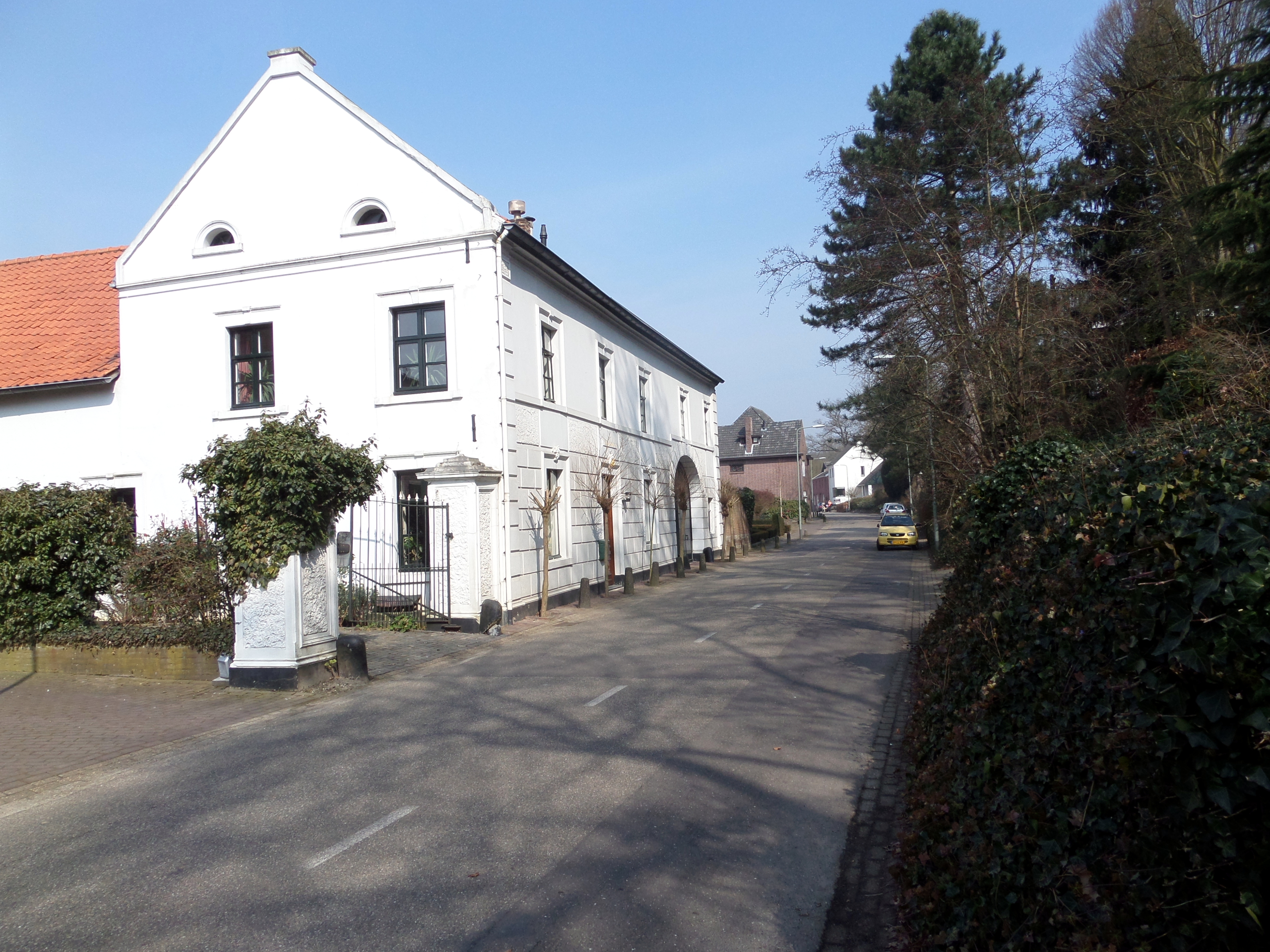
Carréboerderij aan de Beukenberg 52
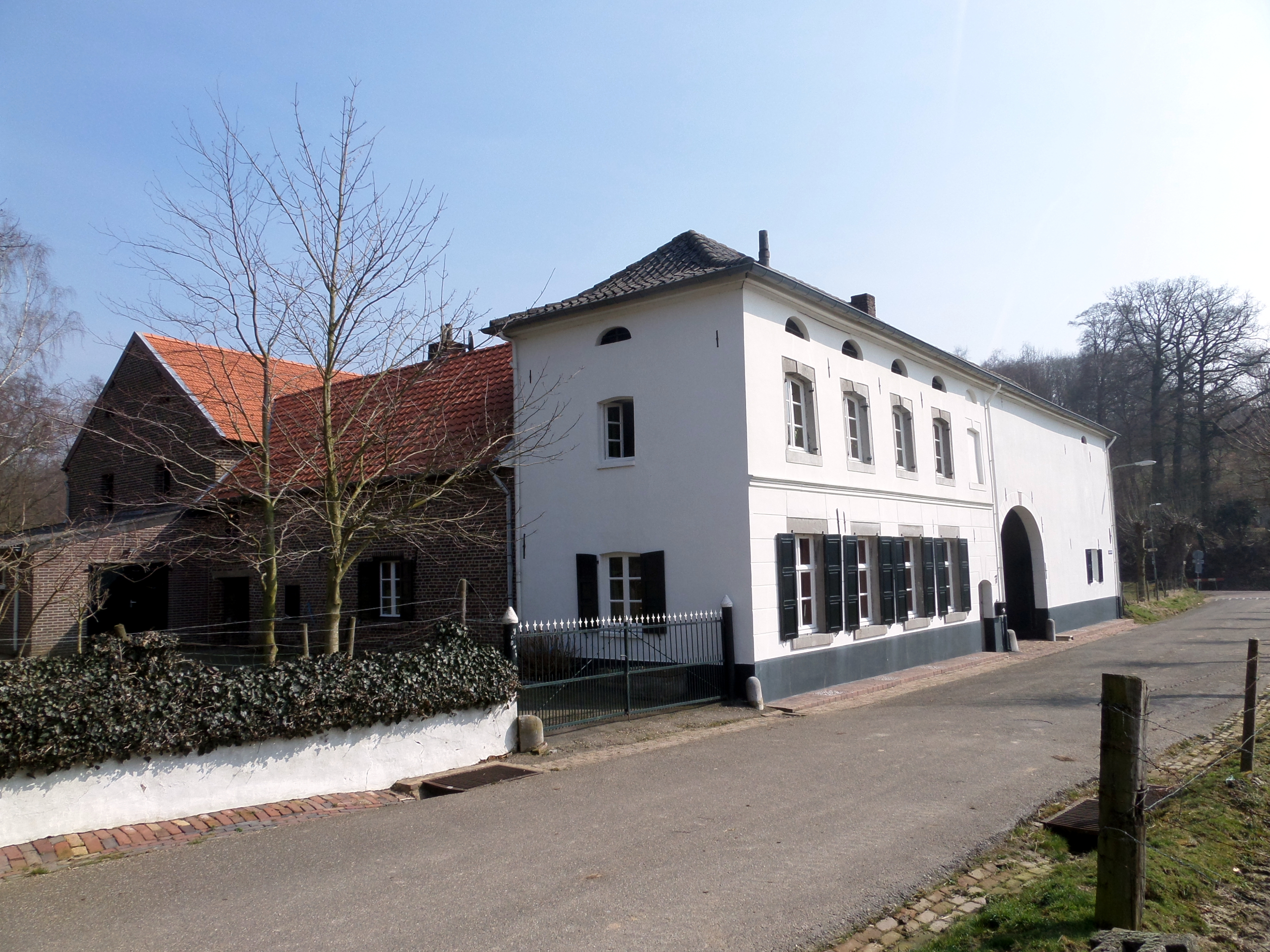
Carréboerderij aan de Hagendoornweg 7
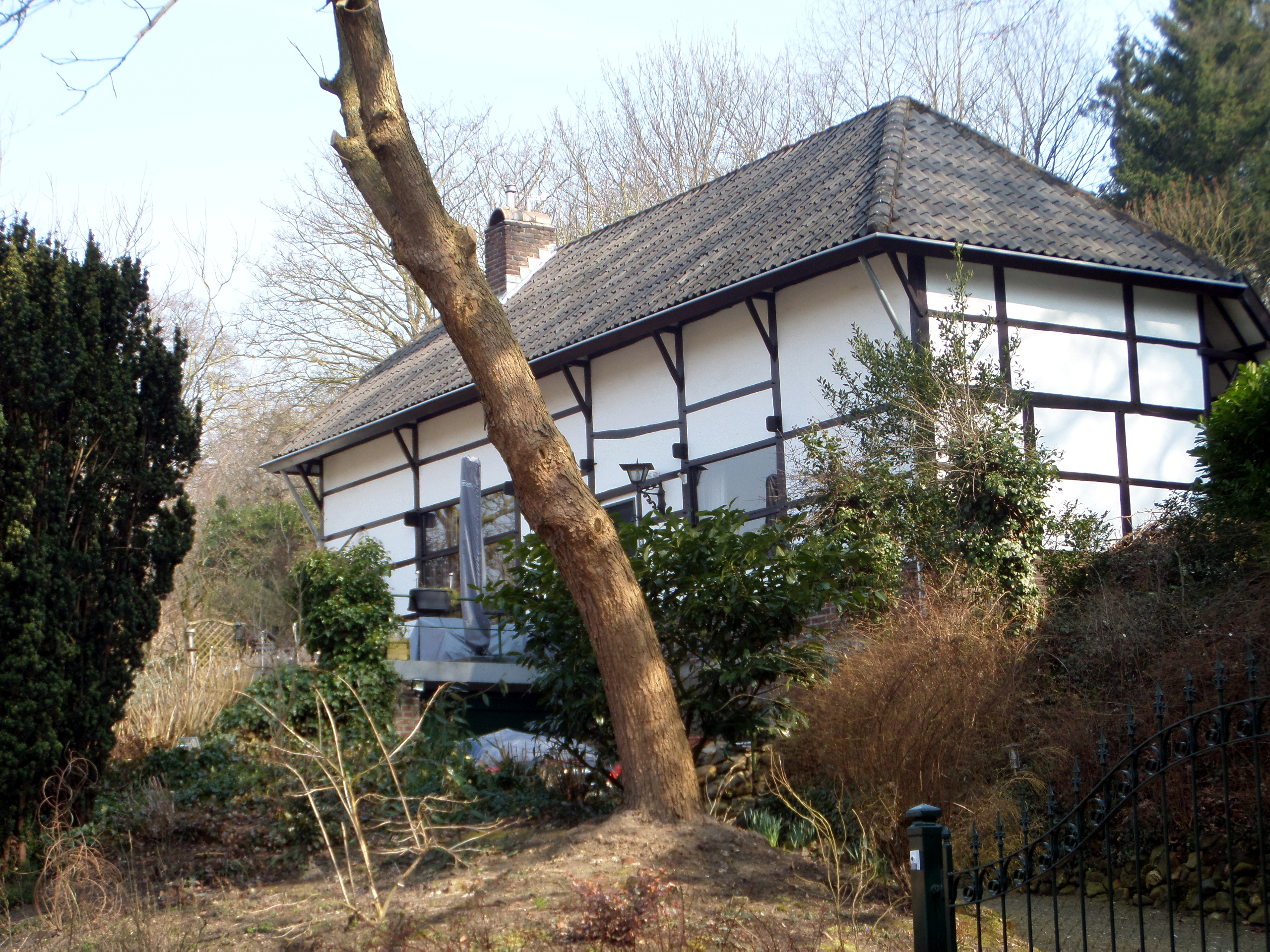
Vakwerkhuis aan de Beukenberg 43
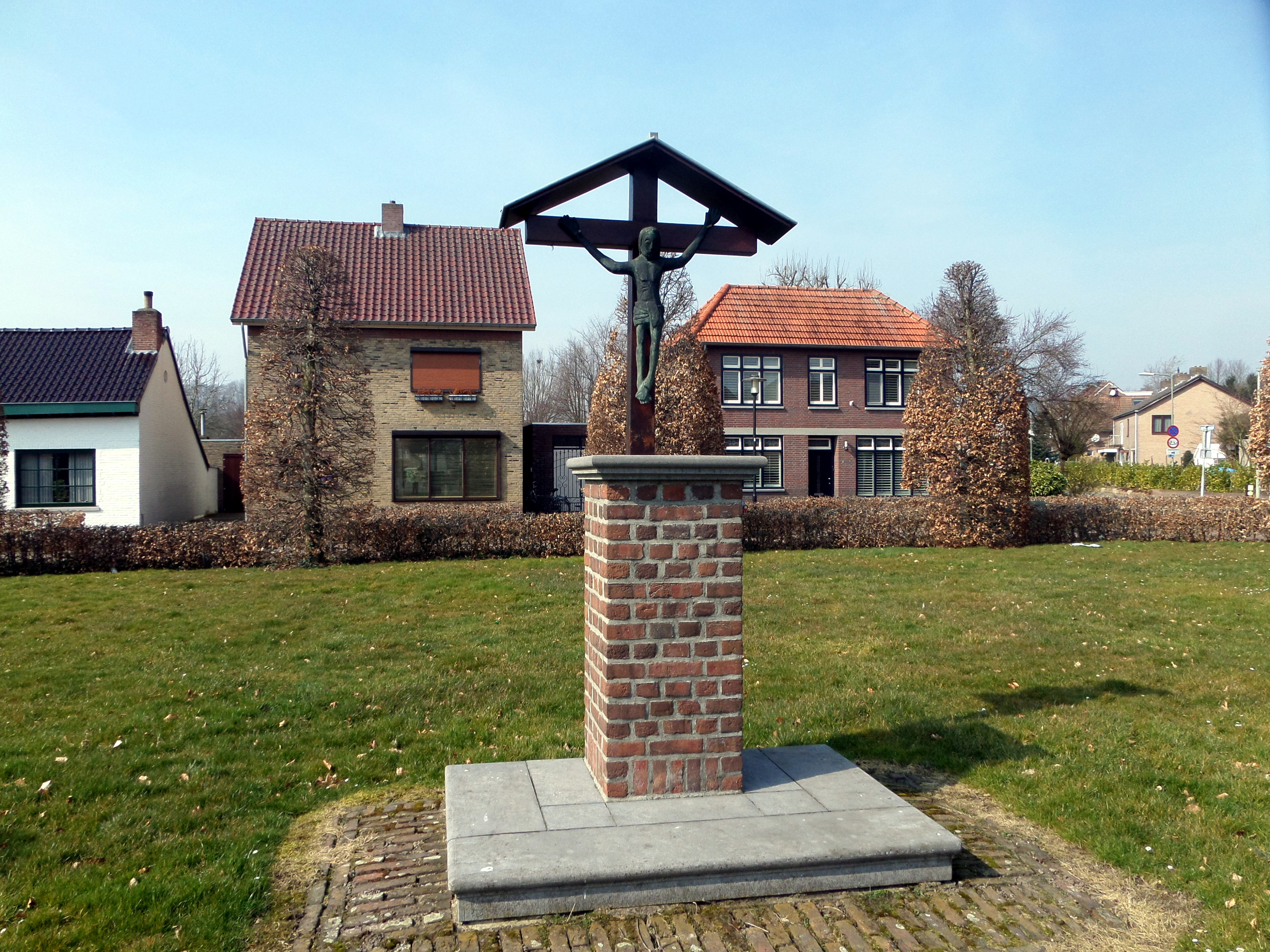
Wegkruis aan de kruising Beukenberg/Grachtstraat

Dorpen: Aalbeek · Amstenrade · Arensgenhout · Bingelrade · Doenrade · Hulsberg · Jabeek · Merkelbeek · Nuth · Oirsbeek · Puth · Schimmert · Schinnen · Schinveld · Sweikhuizen · Vaesrade · Wijnandsrade

Buurtschappen en gehuchten: Bovenste Puth · Brand · Breinder · Brommelen · Daniken (deels) · Douvergenhout · Etzenrade · Gracht · Grijzegrubben · Haasdal · Hegge · Heisterbrug · Helle · Hellebroek · Hommert · Hunnecum · Kamp · Kathagen · Klein-Doenrade · Kleingenhout · Kling · Kruis · Laar · Leeuw · Nagelbeek · Nierhoven · Oensel · Onderste Puth · Op de Bies · Op den Hering · Oppeven · Reuken · Swier · Terstraten · Tervoorst · Thull · Viel · Vink · Wintraak · Wissengracht · Wolfhagen

Limburg: Steden en dorpen      Nederland: Provincies · Gemeenten